# Ludwig Hirsch
Ludwig Hirsch (28. února 1946 ve východním Štýrsku – 24. listopadu 2011 ve Vídni) byl rakouský šansoniér, poeta a herec.

## Život a tvorba
Hirsch vyrůstal ve vídeňském okrsku Leopoldstadt. Po ukončení školní docházky studoval grafiku na Vysoké škole užitého umění, poté ovšem navštěvoval Hereckou školu Krauss ve Vídni. Debutoval v roce 1973 v divadle Stadttheater Regensburg. Od roku 1975 do roku 1979 byl Ludwig Hirsch členem souboru divadla Theater in der Josefstadt ve Vídni.
V roce 1978 začal svoji kariéru jako písničkář s kritickými, ponuře-morbidními, černým humorem proplétanými texty. Byl významným zástupcem tzv. austropopu. V některých svých dílech se ale předváděl i jako moderní interpret „klasického“ vídeňského písňového dědictví.
V letech 1991 a 1992 podnikl Ludwig Hirsch před vyprodanými sály turné »Gottlieb«. Se svou skupinou zde hrál před celkem víc než 200 000 diváky mnohé ze svých nejznámějších písní zarámované do zajímavého děje. Často ale podnikal turné jen se svým kytaristou Johannem M. Bertlem.
Jeho studiové album »Perlen« (Perly) mu v Rakousku přineslo zlatou desku. Za toto album dostal cenu Amadeus Austrian Music Award. Další album mu vyšlo v květnu 2006 pod jménem »In Ewigkeit Damen« (Až na věky dámen; zde jde o těžko přesně do češtiny přeložitelnou slovní hříčku, kde je slovo 'Amen' nahrazeno 'Damen', množným číslem od 'dáma' v němčině).
Kromě toho Hirsch moderoval pořad rakouské rozhlasové stanice Ö3 »Siesta«.
Charakteristický byl pro Hirsche mj. přednes písní ve vídeňském nářečí němčiny, které není ani v celém německy mluvícím prostoru vždy plně srozumitelné.
Ludwig Hirsch byl od roku 1977 ženatý s herečkou Cornelií Köndgen, se kterou měl jednoho syna. Dne 24. listopadu 2011 v nemocnici Wilhelminenspital (hlavní vídeňská nemocnice), kde byl hospitalizován na zápal plic, s největší pravděpodobností po diagnóze rakoviny plic spáchal sebevraždu skokem z okna.

## Pocty
Rakouská pošta uctila Ludwiga Hirsche 3. září 1993 vydanou poštovní známkou v hodnotě 5,50 šilinků.

## Diskografie

### Alba
Seznam vydaných alb od roku 1978 do roku 2009.
- 1978: Dunkelgraue Lieder (Tmavošedé písně)
- 1979: Komm, großer schwarzer Vogel; (Pojď, velký černý ptáku)
- 1979: Liederbuchedition; (Vydání zpěvníku)
- 1980: Zartbitter; (Jemně hořké)
- 1982: Bis zum Himmel hoch; (Až do nebes)
- 1983: Bis ins Herz; (Až do srdce)
- 1983: Gel', du magst mi (Best-of); (Viď, ty mě máš rád/-a)
- 1984: 6 (Traurige Indianer – Unfreundliche Kellner); (Smutní Indiáni - Nevlídní číšníci)
- 1986: Landluft; (Vzduch venkova)
- 1988: Liebestoll; (Šílený láskou)
- 1989: Glanzlichter; (Lesklá světla)
- 1991: In meiner Sprache; (V mém jazyce)
- 1991: Sternderl schaun; (Koukat na hvězdičky)
- 1992: Gottlieb (Live)
- 1993: Liederbuch; (Zpěvník)
- 1994: Liebeslieder; (Milostné písně)
- 1995: Tierisch; (Živočišně)
- 1996: Liedermacher Edition; (Písničkářská edice)
- 1998: Master Series
- 1999: Dunkelgrau (Live); (Tmavošeď)
- 2002: Perlen; (Perly)
- 2004: Ausgewählte Lieder; (Vybrané písně)
- 2006: In Ewigkeit Damen; (Až na věky dámen)
- 2009: Ludwig Hirsch liest Weihnachtsgeschichten (gesprochen); (Ludwig Hirsch čte vánoční příběhy - mluvené slovo)

### Singly
- 1983: Gel', du magst mi (Viď, ty mě máš rád/-a)
- 1983: Häng net auf (Nezavěšuj)
- 1984: Marmor, Stein und Eisen bricht (Mramor, kámen a železo pukne)
- 1984: Tante Marie (Teta Marie)
- 1986: Die Gelse (Komár)
- 1986: Alles Paletti (Všechno v cajku)
- 1991: Nelli
- 1991: Sternderl schauen (Koukat na hvězdičky)

## Filmy a televize (výběr)
- 1967: Die Abenteuer des braven Soldaten Schwejk; (Osudy dobrého vojáka Švejka)
- 1975: Hotel Sacher Portier – Das Lämmchen; (Portýr hotelu Sacher – Jehňátko)
- 1983: Hiob (Joseph Roth)|Hiob; (Job)
- 1985: Trokadero
- 1987: Tot oder lebendig; (Mrtvého nebo živého)
- 1989: In Zeiten wie diesen; (V dobách jako této)
- 1994: Lieben wie gedruckt; (Milovat jak když tiskne; slovní hříčka: německy lhát = lügen, milovat = lieben)
- 1996: Der Bockerer II; (Bockerer = Titulní postava rakouské filmové tetralogie o historii Rakouska od anšlusu po "pražské jaro 1968")
- 1997: Kaisermühlen Blues – Folge 25: Schön wär's auf einer Insel; (Bylo by hezky na ostrově – 25. díl seriálu "Blues Císařských mlýnů")
- 1999: Kommissar Rex – Mörderisches Spielzeug; (Komisař Rex – Vražedná hračka)
- 2000: Tatort (Fernsehreihe) – Der Millenniumsmörder; (TV-seriál "Místo činu" – Vrah z milénia)
- 2002: Himmel, Polt und Hölle; (Nebe, Polt a peklo; kriminální film)
- 2008: Und ewig schweigen die Männer; (Věčně mlčí muži; slovní hříčka: německy zde jehňátka = Lämmer, muži = Männer, nahrává na názvy filmů "Věčně zpívají lesy" a "Mlčení jehňátek")